# Limerick
|  | Per a altres significats, vegeu «Limerick (poema)». |

Limerick (Luimneach en gaèlic irlandès, que ve de Lom na nEach - lloc obert als cavalls) és la tercera ciutat de la República d'Irlanda i la quarta ciutat més gran de tota l'illa després de Dublín, Belfast i Cork, en aquest ordre. Es tracta de la ciutat principal i el centre administratiu del comtat de Limerick i la segona ciutat més gran de la província de Munster. L'àrea metropolitana arriba als 93.251 habitants.

## Història
Tot i que hom pensa que ja fou habitada de ben antic, les primeres notícies de la ciutat daten de la invasió vikinga el 812. Els normands la redissenyaren i en construïren alguns castells al segle xii. Fou assetjada per Oliver Cromwell el 1651 i pels partidaris de Guillem d'Orange cap al 1690.
Va assolir una gran prosperitat mercè el comerç en el segle xviii, però l'Acta d'Unió del 1800 i la fam de la patata de 1848 provocaren el seu declivi, que va durar fins a començaments del 1990. Està unida a per ferrocarril a Cork i Dublín des del 1848 i a Waterford des del 1853.

## Ciutats agermanades
- Quimper (Kemper) (Bretanya)
- Spokane (Washington)
- Starogard Gdański (Pomerània Occidental)
- Kansas City (Kansas)
- Lowell (Massachusetts)
- New Brunswick (Nova Jersey)